# Чистый Ручей (Красноярский край)
Чистый Ручей — деревня в Тюхтетском округе Красноярского края России. 
До 2021 года входила в состав Зареченского сельсовета Тюхтетского района.
Находится примерно в 14 км к северо-востоку от районного центра, села Тюхтет, на высоте 214 метров над уровнем моря.
Деревенское поселение было основано в 1902 году на речке Таежный Катык. Почва Суглинистая.

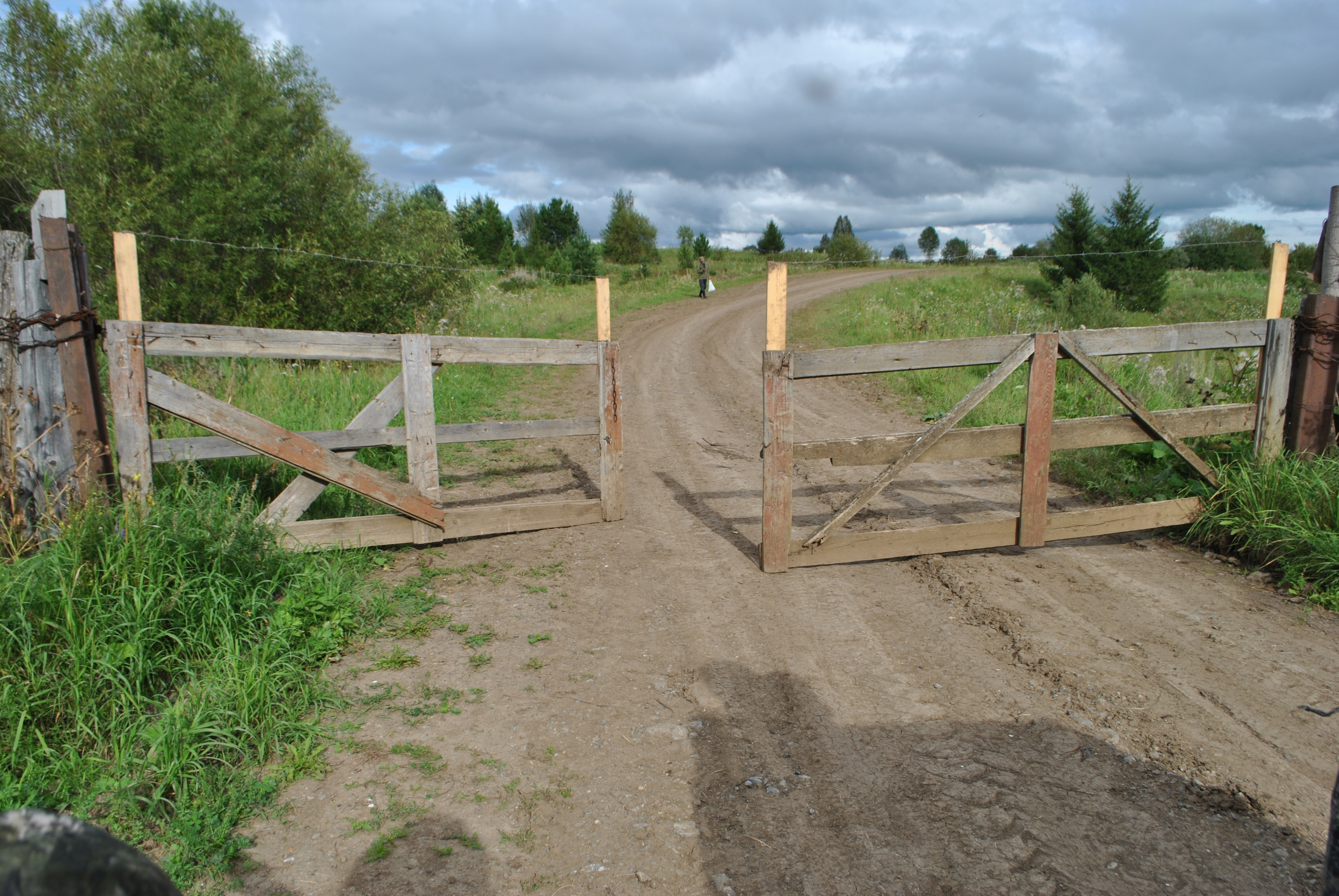
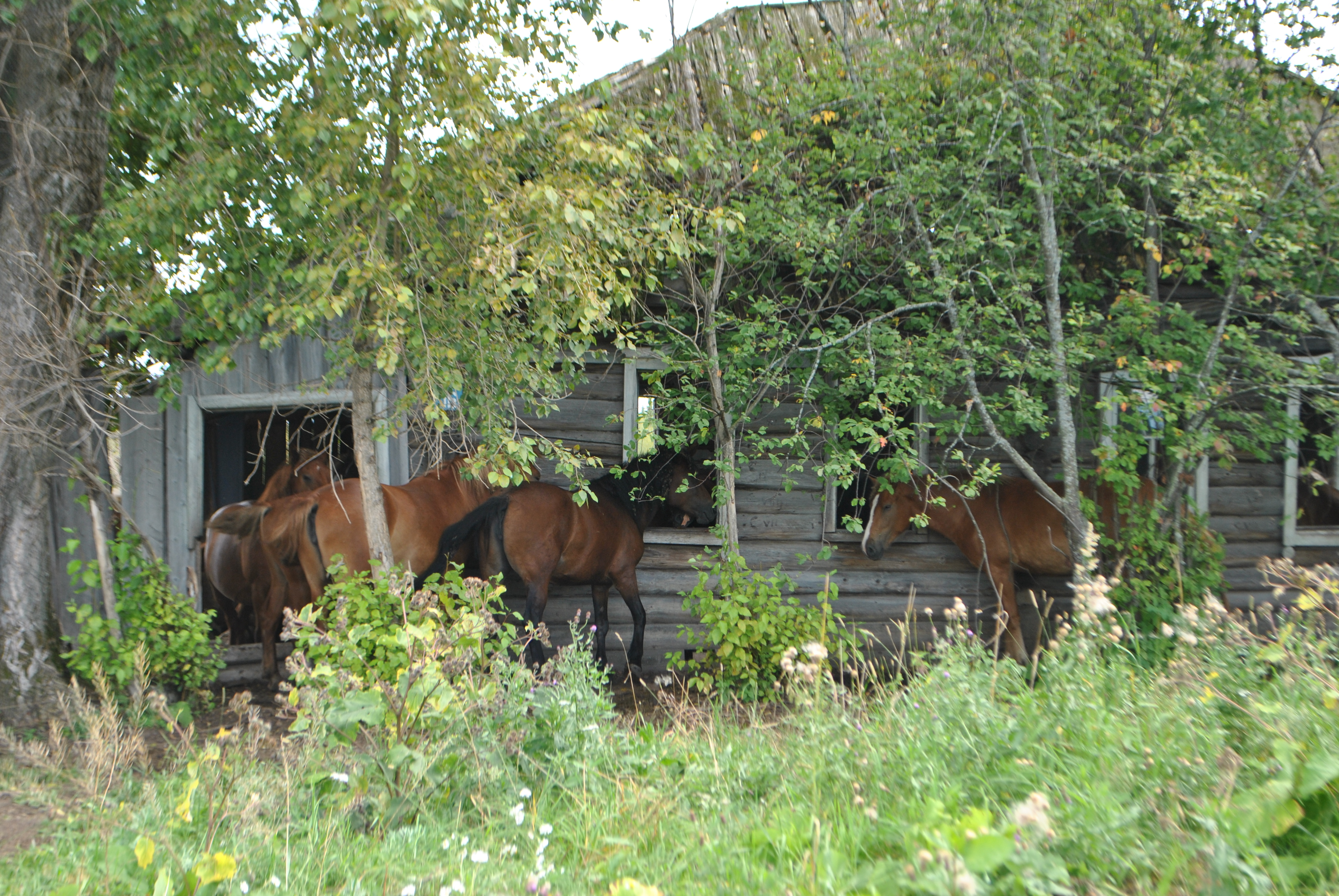
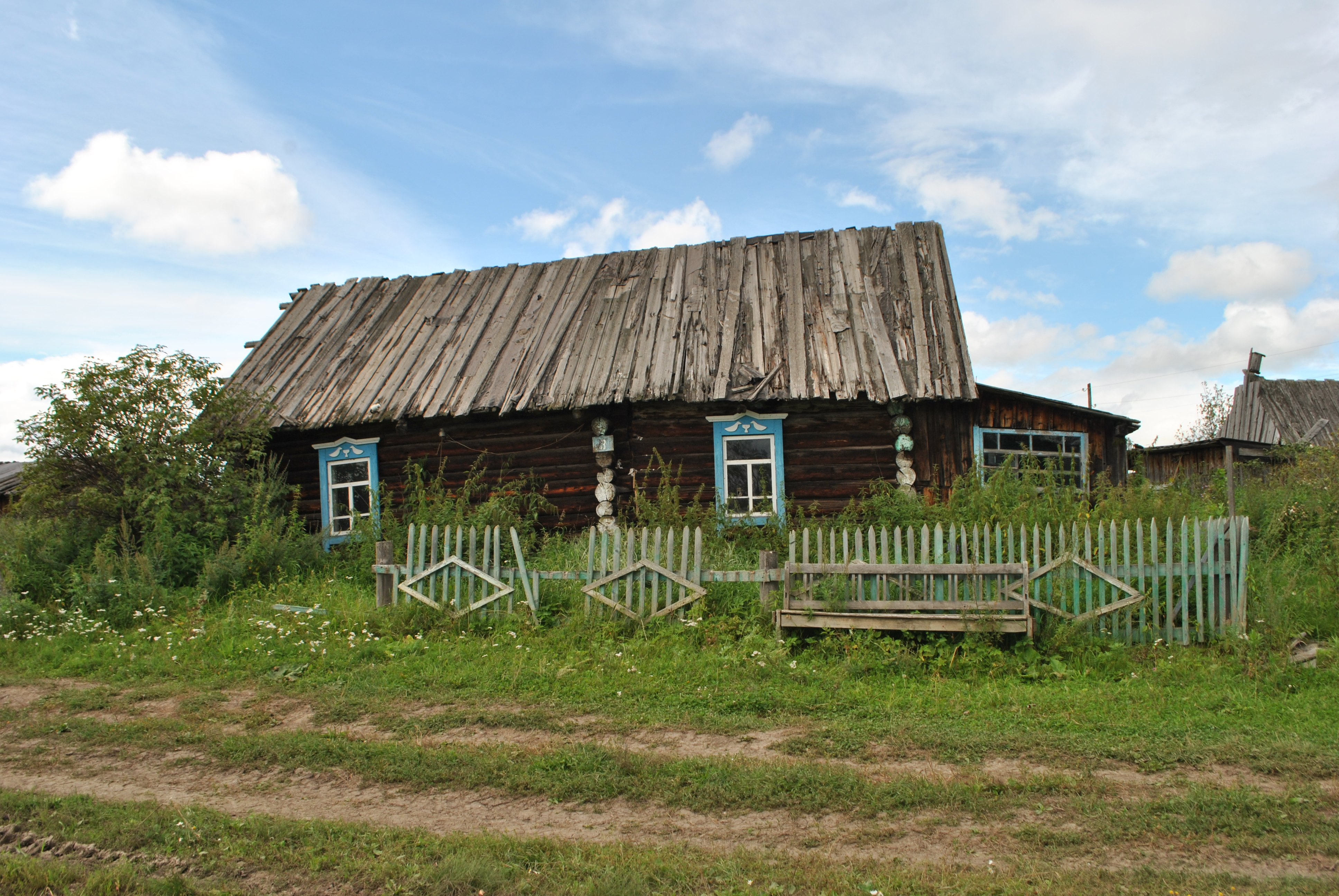
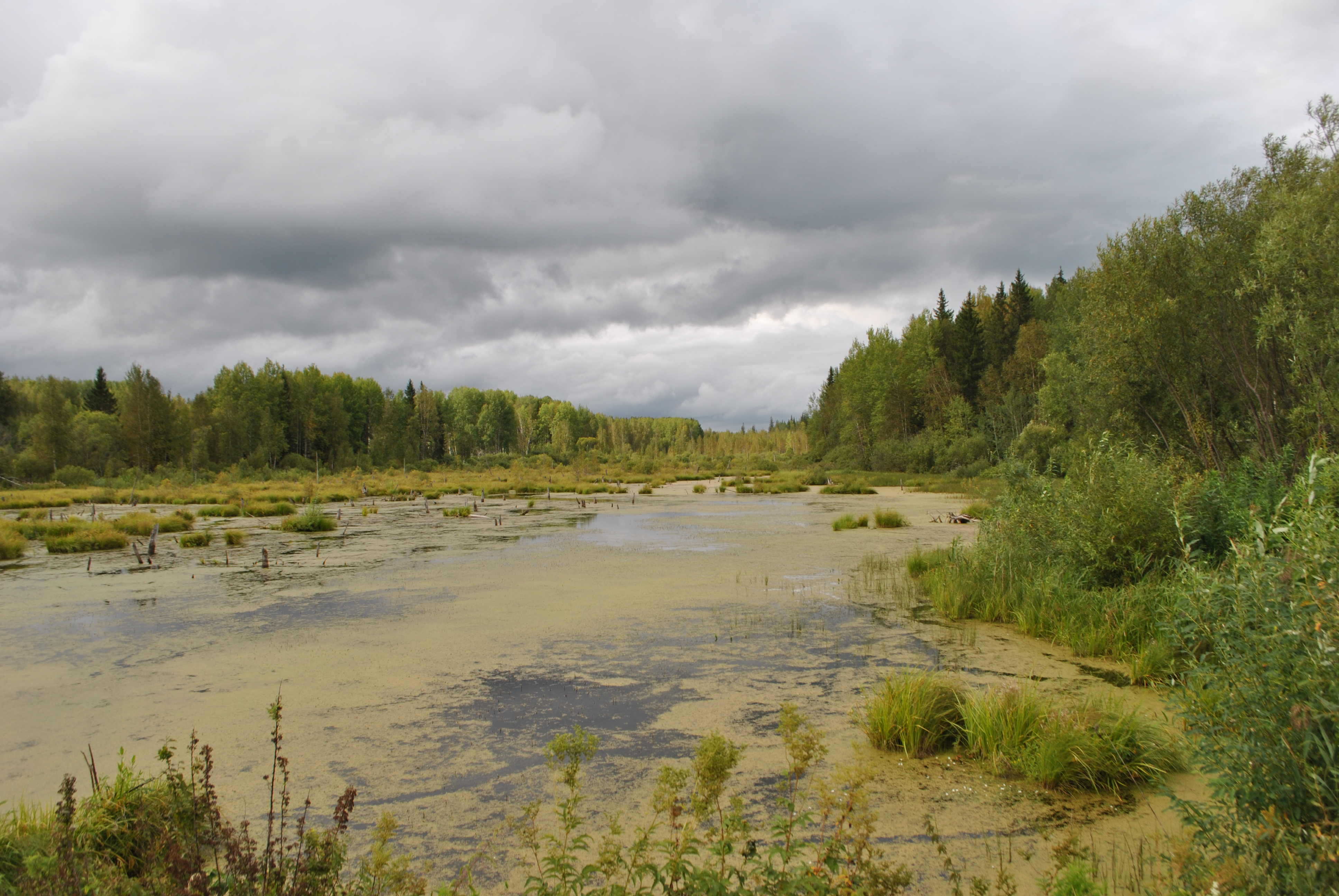

## Население
| 2010 |
| ---- |
| 30   |

Гендерный состав
По данным Всероссийской переписи населения 2010 года 17 мужчин и 13 женщин из 30 чел.

## Улицы
Уличная сеть деревни состоит из 2 улиц (ул. Им. Куйбышева и ул. Свободы).